# Anisocampium sheareri
Anisocampium sheareri là một loài dương xỉ trong họ Athyriaceae. Loài này được Baker Ching mô tả khoa học đầu tiên năm 1985.